# Рагу (Румунія)
Рагу (рум. Ragu) — село у повіті Димбовіца в Румунії. Входить до складу комуни Улієшть.
Село розташоване на відстані 57 км на захід від Бухареста, 36 км на південь від Тирговіште, 129 км на схід від Крайови, 118 км на південь від Брашова.

## Населення
За даними перепису населення 2002 року у селі проживали 793 особи, усі — румуни. Усі жителі села рідною мовою назвали румунську.